# Ahiohill
Ahiohill (irisch Achadh Eochaille, deutsch „Feld der Eibe“) ist ein kleines Dorf im County Cork in Irland. Es besteht aus den Townlands Aghyohil More und Aghyohil Beg (Achadh Eochaille Mór bzw. Beag, „großes“ bzw. „kleines Eibenfeld“) und befindet sich zwischen den Städten Bandon,  Clonakilty und Ballineen/Enniskean. Das Dorf besitzt einen Pub, „The Four Winds“. Der Ort ist Sitz des Sportclubs St. Oliver Plunkett’s GAA.

## Nachweise
1. ↑  Local pub